# Ліві (Люксембург)
Люксембурзька соціалістична робітнича партія (люксемб. Déi Lénk, фр. La Gauche, нім. Die Linke, LSAP) — люксембурзька ліва політична партія. Партія праці має 1 місце із 60 у парламенті Люксембургу.
Організація «Ліві» була створена 30 січня 1999 року як об'єднання Комуністичної партії Люксембургу, Революційної соціалістичної партії (люксембурзька секція Четвертого інтернаціоналу) і організації «Нові ліві». Також в об'єднанні брали участь декілька активістів Люксембурзькій соціалістичної робітничої партії та інших організацій. Однією з цілей нового політичного об'єднання було створення лівої альтернативи традиційної соціал-демократії.
Вперше «Ліві» заявили про себе на загальних виборах 1999 року. Тоді вони отримали 3,3 % голосів і одне місце в парламенті — Палаті депутатів Люксембургу. Депутатом парламенту став лідер Компартії і один з тодішніх лідерів «Лівих» Андре Гоффман. За підсумками муніципальних виборів, що проходили в жовтні 1999 року, організація отримала 2 місця в муніципальній раді міста Еш і одне місце — міста Люксембург. У 2000 році Андре Хоффман, після виборів в Еш, зайняв пост віце-мера міста. Його місце в парламенті Люксембургу зайняв Алоїс Бісдорф, також представляв Компартію. Потім в 2002 році відповідно до статуту «Лівих» місце Бісдорфа в парламенті зайняв Серж Урбані.
На загальних виборах 2004 року «Ліві» і Комуністична партія виставили окремі списки. Фактично це був розкол, який став підсумком дискусії всередині об'єднання. У підсумку, обидві організації не отримали достатньої для проходження до парламенту кількості голосів. За «Лівих» проголосував 1,9 % виборців, за Компартію — 0,9 %. У 2007 році «Ліві» звернулися до Компартії виставити єдиний список на загальних виборах 2009 року, проте остання відмовилися. На парламентських виборах 2009 року об'єднання отримало 3,3 % голосів і 1 мандат з 60, на європейських — 3,4 % голосів і 0 мандатів. Депутатом люксембурзького парламенту знову став Андре Гоффман, що став лідером «Лівих» після виходу Компартії з коаліції.
Організація є членом Партії європейських лівих. Також у 2000–2004 роках брала участь в роботі Європейських антикапіталістичних лівих.